# دانيال رودريغو دي أوليفيرا
دانيال رودريغو دي أوليفيرا (بالبرتغالية: Daniel Rodrigo de Oliveira‏) (14 سبتمبر 1985 بالبرازيل - ) هو لاعب كرة قدم برازيلي في مركز الهجوم. لعب مع جمعية بورتوغيزا الرياضية وسيركل بروج وميتالورغ دونيتسك ونادي الاتفاق ونادي بالميراس ونادي غواراني وSportkring Sint-Niklaas ‏ وS.C. Eendracht Aalst ‏ وK.M.S.K. Deinze ‏ وJV Lideral Futebol Clube ‏ وروبل بوم وAssociação Esportiva Araçatuba ‏ وK.F.C. Vigor Wuitens Hamme ‏ ورويال وايت ستار بروكسل ‏.

## وصلات خارجية
- دانيال رودريغو دي أوليفيرا على موقع اتحاد أوكرانيا (الإنجليزية)
- دانيال رودريغو دي أوليفيرا على موقع قاعدة بيانات كرة القدم.إي يو (الإنجليزية)
- دانيال رودريغو دي أوليفيرا على موقع Soccerway.com (الإنجليزية)